# 박소라 (성우)
박소라(1972년 6월 11일 ~ )는 대한민국의 성우로, 1995년 교육방송 성우극회 공채 14기로 입사했다가, 1996년 문화방송 성우극회 공채 13기로 입사했다. 배우자는 같은 소속이자 공채의 성우인 김영선이다. 

## 가족관계
- 딸인 김정인은 벼랑위의 포뇨에서 포뇨 역을 연기하였다.[1]

## 출연 작품
굵은 글씨는 주연 및 레귤러 캐릭터.

### 애니메이션 출연
- 가이스터즈(MBC) - 마리, 리리티나, 연구소원B
- 금색의 코르다(애니맥스) - 히노 카호코
- 기생수(애니박스) - 타치카와 유코
- 꼬마 마법사 레미(MBC) - 장메이
  - 꼬마 마법사 레미 # - 장메이
  - 꼬마 마법사 레미 포르테 - 장메이
  - 꼬마 마법사 레미 비바체(투니버스) - 장메이
  - 꼬마 마법사 레미 비밀편(투니버스) - 장메이
- 꼬마탐정 브루노(MBC) - 리사
- 나루토(투니버스) - 쿠라마 야쿠모
- 도라에몽(MBC) - 신이슬
- 도비도비(MBC)
- 디지몬 세이버즈(대원방송) - 카메몬
- 러키☆스타(애니박스) - 타카라 미유키
- 로라와 버지니아(니켈로디언) - 버지니아
- 명탐정 코난 5기(투니버스) - 임경화
- 모험왕 걸리버(MBC)
- 부메랑 파이터(MBC)
- 빛의 전사 프리큐어(SBS) - 백시연(큐어 화이트)
  - 프리큐어 Max Heart(대원방송) - 백시연(큐어 화이트)
- 섀도우파이터(MBC) - 란비
- 솔티레이(애니맥스) - 로즈 앤더슨
- 스쿨럼블(애니원) - 츠카모토 야쿠모
  - 스쿨럼블 OVA 1학기 보충수업(애니원) - 츠카모토 야쿠모
  - 스쿨럼블 2학기(애니원) - 츠카모토 야쿠모
- 스페이스 몽키(SBS) - 샤오린
- 아쿠아키즈(SBS) - 틱
- 오! 나의 여신님(애니맥스) - 베르단디
  - 오! 나의 여신님 ~각자의 날개~(애니맥스) - 베르단디
  - 오! 나의 여신님 ~싸움의 날개~(애니맥스) - 베르단디
- 올림포스 가디언(SBS) - 에우리디케
- 윈디 테일즈(애니맥스) - 나오
- 유모는 미이라(어린이TV) - 알렉스, 도로시
- 음양대전기(투니버스) - 조젠지 모모
- 장금이의 꿈(MBC) - 이연생, 은상궁
  - 장금이의 꿈 2기(MBC) - 이연생, 은상궁
- 절대무적 라이징오(MBC) - 금잔디
- 추리게임 뫼비우스의 띠(애니원) - 민초이, 천지연
- 카미츄!(애니맥스) - 시조 미츠에
- 커렉터 유이(애니원) - 하루나
- 케이온!(애니맥스) - 아키야마 미오
  - 케이온!! 2기 - 아키야마 미오
- 택틱스(애니맥스) - 스자쿠인 미야비
- 헬로 카봇 쿵(카툰네트워크) - 스밀로쿵
- 내 꿈은 온에어(KBS) - 은희
- 렛츠 고릴라!(KBS) - 로미

### 극장용 애니메이션
- 극장판 프리큐어 올스타즈 New Stage 2 마음의 친구 - 백시연 / 큐어 화이트
- 극장판 프리큐어 올스타즈 New Stage 3 영원한 친구 - 백시연 / 큐어 화이트
- 더 무비 케이온 - 아키야마 미오

### TV 시리즈
- 미녀와 뱀파이어(MBC) - 윌로우 (앨리슨 해니건)
- 넘버스 2(SBS)
- 동양특급 로형사(MBC)
- CSI 뉴욕(MBC)
- 뮤턴트X(MBC 드라마넷) - 에마 (로런 리 스미스)
- 명란이 매콤해(KNN) - 치요코

### 영화
- 007 유어 아이스 온리 (MBC) - 비비(린 홀리 존슨)
- 28일 동안 (MBC) - 안드레아 (아주라 스카이)
- 겨울 전쟁 (MBC)
- 결혼 만들기 (MBC)
- 블랙 라이온 (MBC)
- 고스포드 파크 (MBC)
- 공군대전략 (MBC)
- 광부의 딸 (MBC)
- 그루지 (SBS) - 카렌 (세라 미셸 겔러)
- 나비 효과 (MBC) - 13세 켈리 (이렌 고로베이아)
- 나 홀로 집에 (MBC) - 프랑스 공항 직원(호프 데이비스)
- 내 생애 최고의 데이트 (SBS) - 로잘리 퍼치 (케이트 보스워스)
- 네프 므와 (MBC)
- 노브레인 레이스 (MBC) - 메릴 제닝스 (라네 챔프먼)
- 당신이 잠든 사이에 (MBC) - 메리 (모니카 키나)
- 대복성(SBS) - 부족의 여왕(옥마리)
- 더 팬 (MBC)
- 동방불패 (MBC) - 악영산 (이가흔)
- 로빈 후드: 도둑들의 왕자 (MBC) - 소녀(사라 알렉산드라)
- 로스트 인 스페이스 (MBC)
- 론머맨 2 (MBC) - 제이드 (크리스털 설레스트 그랜트)
- 롱 키스 굿나잇 (MBC) - 캐이틀린 케인 (이본느 지마)
- 리틀 킹 (MBC)
- 리플리 (SBS) - 메레디스 (케이트 블란쳇)
- 링 (MBC) - 토모코 (다케우치 유코)
  - 링 2 (MBC) - 요이치 (오타카 리키야)
- 매드 맥스 (SBS) - 제시 (조앤 새뮤얼)
- 모험왕 (MBC)
- 뮤리엘의 웨딩 (MBC)
- 미세스 다웃파이어 (SBS) - 리디아 (리사 제이컵)
- 미스 에이전트 2 (SBS)
- 바닐라 스카이 (MBC) - 소피아 (페넬로페 크루스)
- 뱀파이어 해결사 (MBC)
- 버드가의 섬 (MBC) - 알렉스 (조던 키지우크)
- 베토벤 (MBC) - 마크의 친구(리사 게버)
- 복제인간의 제국 (MBC)
- 브래스드 오프 (SBS) - 글로리아 (타라 미스제럴드)
- 블레이드 (MBC) - 카렌 (엔부쉬 라이트)
- 빅 히트 (MBC) - 케이코 (차이나 초)
- 사랑의 블랙홀 (MBC)
- 사무라이 픽션 (MBC) - 고하루 (오가다 다마키)
- 슈가&스파이스 (SBS) - 다이앤 (말리 셸턴)
- 스쿠비 두 (SBS) - 대프니 (세라 미셸 겔러)
- 스쿠비 두 2 (SBS) - 대프니 (세라 미셸 겔러)
- 스타키드 (MBC) - 스펜서 (조지프 마젤로)
- 신용문객잔 (MBC) - 금양옥 (장만옥)
- 실버 호크 (MBC)
- 심동 (MBC) - 소루 (양영기)
- 써든 데스 (MBC) - 조앤(제니퍼 D. 바우저)
- 아내는 스모왕 (SBS)
- 아름다운 비행 (MBC) - 에이미 (안나 파킨)
- 아이엠 샘 (MBC) - 루시 도슨 (다코타 패닝)
- 아주 특별한 약속 (SBS)
- 애프터 썬셋 (MBC) - 롤라 (살마 아예크)
- 어벤저 (SBS)
- 여인의 향기 (MBC)
- 온리 유 (MBC) - 헤이스 코르배치 (머리사 토메이)
- 옹박 (MBC) - 무에 (뿜와리 요카몰)
- 윌로우 (MBC)
- 유니버셜 솔져 2: 그 두 번째 임무 (MBC) - 힐러리 (카리스 페이지 브라이언트)
- 일렉션 (MBC) - 태미 맷즐러 (제시카 캠벨)
- 중년의 함정 (MBC) - 케이트(켈리 윌리엄스)
- 책상서랍 속의 동화 (MBC) - 웨이 민쯔 (웨이 민쯔)
- 천녀유혼 (MBC) - 소청 (왕조현)
  - 천녀유혼 3 (MBC) - 소탁 (왕조현)
- 철도원 (MBC) - 사토 유키코 (히로스에 료코)
- 청사 (MBC) - 소청 (장만옥)
- 캥거루 잭 (SBS) - 제시 (에스텔라 워런)
- 퀘스트 (MBC)
- 타임 캅 (MBC) - 멜리사 (미아 세라)
- 트윈 이펙트 (SBS) - 집시 (종흔동)
- 파워 오브 원 (MBC) - 마리아(페이 매터슨)
- 판타스틱 소녀 백서 (MBC) - 이니드 (도라 버치)
- 폴리스 스토리 (MBC) - 아미 (장만옥)
  - 폴리스 스토리 2 (MBC) - 아미 (장만옥)
  - 폴리스 스토리 3 (MBC) - 아미 (장만옥)
- 풍운 (MBC) - 소자 (양공여)
- 프로텍션 (MBC)
- 피아니스트 (MBC) - 할리나 (제시카 케이트 메이어)
- 하늘과 땅 (MBC) - 리 리 (히엡 티 레)
- 헨리 이야기 (MBC) - 레이첼 (낸시 머챈드)
- 호스티지 (MBC) - 제니퍼 스미스 (미셸 혼)
- 황비홍 (MBC) - 소균 (관지림)
  - 황비홍 2 (MBC) - 소균 (관지림)
  - 황비홍 6 (MBC)
- 히달고 (MBC) - 자지라 (줄레이카 로빈슨)
- 히틀러의 부활 (MBC)
- BB 프로젝트 (SBS) - 멜로디 (가오위안위안)
- 인자무적 (MBC)
- 나이트워치 (MBC)
- 크루얼 죠스 (MBC) - 바네사 (노마 J. 네쉼)
- 화이널 카운트 (MBC) - 미라 (지나 마리)
- 크루서블 (MBC) - 프록터 부인 (조안 알렌)
- 유니버셜 솔저 - 그 두 번째 임무 (MBC) - 힐러리 (카리스 페이지 브라이언트)
- 심동 (MBC) - 샤로 (양영기)
- 롱 키스 굿 나잇 (MBC) - 케이틀린 (이본느 지마)
- 온리 유 (MBC) - 페이스 (마리사 토메이)
- K2 (MBC)
- 플래툰 (MBC)

### 게임
- 그라나도 에스파다 - 여자 파이터
- 그란디아2 - 엘레나

### 라디오 드라마
- 만화열전(MBC)
  - 호텔 아프리카 - 넬리, 파비안느
  - 열혈강호 - 시휘
  - 레드문 - 한지화, 어린 필라르, 지화 어머니

### 기타
- 평화, 기적을 쏘다 (MBC)

## 같이 보기
- 교육방송 성우극회